# جنوب إيطاليا (دائرة انتخابية للبرلمان الأوروبي)
جنوب إيطاليا هي واحدة من الدوائر الانتخابية للبرلمان الأوروبي. وتتكون من مناطق أبرتسة وبولية وبزلكاتة وقلورية وكمبانية ومليزة.
كما هو الحال مع الدوائر الانتخابية الأخرى في إيطاليا، فإن الهدف من هذا التقسيم هو إجرائي فقط لاختيار أعضاء البرلمان الأوروبي المنتخبين داخل قوائم الحزب، ويتم حساب توزيع المقاعد بين الأحزاب المختلفة على المستوى الوطني.